# Cercle Saint-Pierre de Limoges
El Cercle Saint-Pierre de Limoges (CSP Limoges) és un club francès de basquetbol de la ciutat de Llemotges. La temporada 2019-2020 participa en la Lliga francesa de bàsquet i en l'Eurocup.

## Història
El club es fundà l'any 1929, però va viure els seus millors anys a les dècades dels vuitanta i noranta, on conquerí la majoria de títols a França i diversos títols europeus, el més important dels quals fou la Copa d'Europa de bàsquet de l'any 1993. Juga els seus partits al Palais des sports de Beublanc. L'any 2004 va perdre la màxima categoria del bàsquet francès per greus problemes econòmics i judicials.
La temporada 2014-2015 disputà l'Eurolliga.

## Palmarès
- 1 Eurolliga de bàsquet: 1993.
- 1 Recopa d'Europa de bàsquet: 1988.
- 3 Copa Korac: 1982, 1983, 2000.
- 10 Lliga francesa de bàsquet: 1983, 1984, 1985, 1988, 1989, 1990, 1993, 1994, 2000, 2014.[2]
- 4 Copa francesa de bàsquet: 1994, 1995, 2000, 2003.
- 3 Copes de la Federació: 1982, 1983, 1985.
- 4 Copes Robert Busnel : 1994, 1995, 2000, 2003.

## Jugadors històrics
- Jim Bilba
- Gregor Beugnot
- Yann Bonato
- Richard Dacoury
- Frédéric Forté
- Jacques Monclar
- Hugues Occansey
- Stéphane Ostrowski
- Jean-Michel Sénégal
- Jimmy Vérove
- Yves-Marie Vérove
- Mike Davis
- Duško Ivanović
- Josep Antoni Montero
- Frédéric Weis
- Jurij Zdovc

## Entrenadors històrics
- André Buffière
- Michel Gomez
- Bozidar Maljkovic